# Henri du Boishamon
Henri Marie du Boishamon, né le 4 octobre 1776 à Monttauban-de-Bretagne et mort le 26 janvier 1846 à Pluduno, est un chef chouan pendant la Révolution française.

## Biographie
Fils d'Héloïse de la Riollaye et de Geoffroy du Boishamon.
Âgé de 13 ans au début de la Révolution française, il était alors aspirant officier à l'école d'artillerie de Metz.
Il émigra le 1er septembre 1791 et servit dans un corps de l'armée des émigrés qui combattait sous commandement autrichien.
Il participa au débarquement des émigrés à Quiberon et parvint à réembarquer lors de la défaite.
En 1795, il accompagna le Comte d'Artois sur l'île d'Yeu, après le refus de ce dernier de gagner la Vendée, Boishamon choisit de se faire débarquer par les Anglais dans le Morbihan et de là gagna le pays de Vitré où il passa sous les ordres de Alexis du Bouays de Couësbouc, commandant la « Légion de Vitré » au sein des Chevaliers catholiques. Il était considéré comme étant le meilleur officier chouan de la colonne de Vitré avec Toussaint du Breil de Pontbriand.
Pour son premier combat (combat du Pont de Cantache), il battit 300 Républicains avec 150 hommes à la limite de Saint-Jean-sur-Vilaine et Pocé-les-Bois le 28 juin 1795, ainsi qu'au combat de Pocé et au combat de Toucheneau en mai 1796, il remporta une autre victoire notable à Dourdain. Il avait également un frère, nommé Joseph de Boishamon qui servit dans la division de Vitré sous le grade de lieutenant.
Il déposa les armes en 1796, mais poursuivi en tant qu'émigré il s'enrôla dans l'armée républicaine comme simple soldat sous le nom de Pierre Henry et participa à la Campagne d'Italie (1796-1797).
Démobilisé en 1802, il reprit les armes en 1815 et devint commandant de la division de Médréac. Il fut fait chevalier de Saint-Louis en 1816 en récompense de sa participation à la Chouannerie de 1815.
Il épousa à Dinan, le 15 mars 1810, Marie Antoinette de Bédée de La Bouëtardaye avec qui il eut deux fils et une fille : Charles Marie Joseph, né en 1813 et Henry Augustin Éloi Edouard né en 1817, et Victorine Pauline Marie née en 1825 à Ploërmel.
Lors de la Restauration française, il devint sous-préfet de Ploërmel, puis de Saint-Malo.
Henri du Boishamon mourut le 26 janvier 1846 au château de Monchoix et fut enterré au cimetière de Pluduno.